# Ipotesi agostiniana

Ipotesi agostiniana

L'ipotesi agostiniana è una soluzione proposta da Agostino d'Ippona per il problema sinottico, che riguarda l'ordine di composizione dei vangeli sinottici del Nuovo Testamento. Secondo questa ipotesi, il Vangelo secondo Matteo sarebbe stato composto per primo, seguito dal Vangelo secondo Marco, che utilizzò Matteo come fonte, e dal Vangelo secondo Luca, che ebbe come fonti i primi due. Secondo la visione tradizionale, gli autori dei vangeli furono Matteo apostolo ed evangelista, discepolo di Gesù, Marco evangelista, discepolo di Pietro apostolo, e Luca evangelista, discepolo di Paolo di Tarso.
A differenza delle altre ipotesi di soluzione del problema sinottico, l'ipotesi agostiniana non ha bisogno di ipotizzare alcun documento non esplicitamente menzionato da testimonianze storiche; al contrario, questa ipotesi si basa essenzialmente sulle testimonianze della tradizione, piuttosto che sulla critica testuale.
Due sono i punti aperti dell'ipotesi agostiniana: se il Vangelo secondo Matteo fu scritto in greco, nella forma conservatasi, o se questa sia una traduzione di un originale scritto in lingua aramaica (questione della priorità aramaica); e se sia stato quello secondo Luca il terzo vangelo in ordine di composizione, come indicato dalla formulazione originale dell'ipotesi, o se invece l'autore di Marco non abbia usato il Vangelo secondo Luca come fonte, come suggerito dall'ipotesi Griesbach.